# Telescopio Leonhard Euler
El Telescopio Leonhard Euler, o Telescopio Suizo EULER, es un instrumento totalmente automático de 1,2 metros (3,9 pies; 1,3 yd) de carácter nacional, construido y operado por el Observatorio de Ginebra. Se encuentra a una altitud de 2375 m (7792,0 pies; 2597,3 yd) en el emplazamiento del Observatorio La Silla (que forma parte del Observatorio Europeo Austral en la región del norte Chico chileno), a unos 460 kilómetros al norte de la capital, Santiago de Chile. El telescopio vio su primera luz el 12 de abril de 1998 y lleva el nombre del matemático suizo Leonhard Paul Euler (1707 a 1783)